# Odontodactylus havanensis
Odontodactylus havanensis is een bidsprinkhaankreeftensoort uit de familie van de Odontodactylidae. De wetenschappelijke naam van de soort is voor het eerst geldig gepubliceerd in 1893 door Bigelow.